# Жабченко, Игорь Валентинович
И́горь Валенти́нович Жа́бченко (укр. Ігор Валентинович Жабченко; род. 1 июля 1968, Киев) — советский и украинский футболист, полузащитник и защитник.

## Игровая карьера
Воспитанник ДЮСШ «Динамо» (Киев). Попал в ДЮСШ в 8 лет из жэковской команды при содействии тренера Александра Александровича Шпакова. С тех пор полностью посвятил себя подготовке к большому футболу.
В 1986 зачислен в дубль киевского «Динамо» (Киев). однако вскоре на тренировке получил травму (перелом ноги) и выбыл из состава. В 1987 году вернулся в состав дубля, забил за сезон 2 мяча. В 1988 провёл 4 игры на Кубок Федерации футбола СССР. В начале 1989 перешёл в клуб 2-й лиги чемпионата СССР «Динамо» (Белая Церковь), за который провёл 4 игры. Со 2-й половины 1989 — в команде КФК «Сула» Лубны, в составе которой забил 11 мячей.
В 1990, вслед за украинским специалистом Анатолием Коньковым, отправился в Ленинград, надеясь закрепиться в основе местного «Зенита». Вскоре после начала турнира в первой лиге, Коньков был отправлен в отставку. Вместе с ним покинули клуб многие футболисты, пришедшие в межсезонье. Жабченко снова вернулся в клуб «Сула», где за несколько игр забил 3 мяча. В том же 1990 году дебютировал в команде 2-й лиги «Кремень». В Кременчуге провёл 4 полных сезона, сыграл 107 матчей, забил 23 мяча.
В 1993 году за ним, в Кременчуг, специально приезжали представители одесского «Черноморца» Григорий Бибергал и Вадим Плоскина, предлагали переехать в Одессу. Жабченко практически без раздумий согласился. Тем не менее, уже в Одессе у него закрались сомнения в правильности выбора и он было вернулся в Кременчуг, но Виктор Прокопенко сделал всё возможное, чтобы Жабченко перешёл в «Черноморец». В новом клубе также был игроком основы, часто забивал.
В составе одесситов стал обладателем Кубка Украины 1994 года, был 2-кратным серебряным призёром чемпионата Украины (1995, 1996) и бронзовым призёром (1994). Кроме того, дебютировал в еврокубках — отыграл 2 матча в Кубке Кубков против швейцарского «Грассхоппера».
В 1995 на матче чемпионата Украины по футболу «Черноморец»-«Кривбасс» присутствовали представители израильского клуба «Бней Иегуда». Они просматривали Юрия Сака, но в итоге остановили свой выбор на Жабченко, поскольку последний в той игре был лидером команды — сделал голевую передачу и забил гол со штрафного. Сам Жабченко переехать в Израиль был непротив, и «Черноморец» отдал игрока в аренду.
В новом клубе пробыл три месяца, но игроком основы так и не стал — провёл на поле только 3 игры. В итоге, вернулся в Одессу, где продолжил играть за «Черноморец».
После того, как Виктор Прокопенко стал главным тренером волгоградского «Ротора», Жабченко также решился на переход в российский чемпионат. Однако у футболиста начались проблемы со спиной, была обнаружена большая грыжа, после чего он долго лечился.
В 1997 году заключил годовой контракт с донецким «Шахтёром», но и там из-за травм не сумел проявить себя.
Затем до 2001 года играл в нескольких командах Украины и России. В 2001 году провёл 1 игру за клуб «Система-Борэкс», где в итоге после двух тяжёлых травм завершил игровую карьеру.
Всего в высшей украинской лиге на позициях флангового защитника и полузащитника провёл 142 матча и забил 21 мяч, в кубке Украины сыграл 26 матчей и отличился 4 голами, также за свою карьеру игрока провёл 14 матчей и в еврокубках.

### В сборной
За сборную Украины сыграл 11 матчей. Дебют 28 октября 1992 года в товарищеском матче со сборной Беларуси.

## Тренерская карьера
Работал с командой «Система-Борэкс» (2001—2002). С марта 2003 возглавлял юниорскую сборную Украины U-16.
В 2008—2010 был главным тренером футбольного клуба «Звезда» (Кировоград).
В 2010—2011 возглавлял ПФК «Сумы», клуб из 2-й лиги. При нём команда заняла 2-е место в лиге (сумчане уступили в стыковом матче за право выхода в 1-ю лигу бурштынскому «Энергетику»).
Перед началом сезона 2011/12 вновь возглавил «Звезду» из Кировограда, однако уже в ноябре 2011 года покинул клуб.
С 2013 года (с перерывами) работал в клубе «Горняк-Спорт». В июне 2023 года возглавил дебютанта первой украинской лиги «Ниву» (Бузовая).

## Достижения

### в качестве игрока
Командные
- Обладатель Кубка Украины: 1993/94
- Серебряный призёр Чемпионата Украины (3): 1994/95, 1995/96, 1997/98
- Бронзовый призёр Чемпионата Украины: 1993/94
- Финалист Кубка Интертото: 1996
- Серебряный призёр Первой лиги Украины: 1998/99

Личные
- В списках лучших футболистов Украины[укр.] (2): 1993/94, 1994/95

### в качестве тренера
- Бронзовый призёр Первой лиги Украины: 2014/15
- Победитель Второй лиги Украины (2): 2008/09, 2013/14
- Серебряный призёр Второй лиги Украины: 2010/11